# Respectpartiet

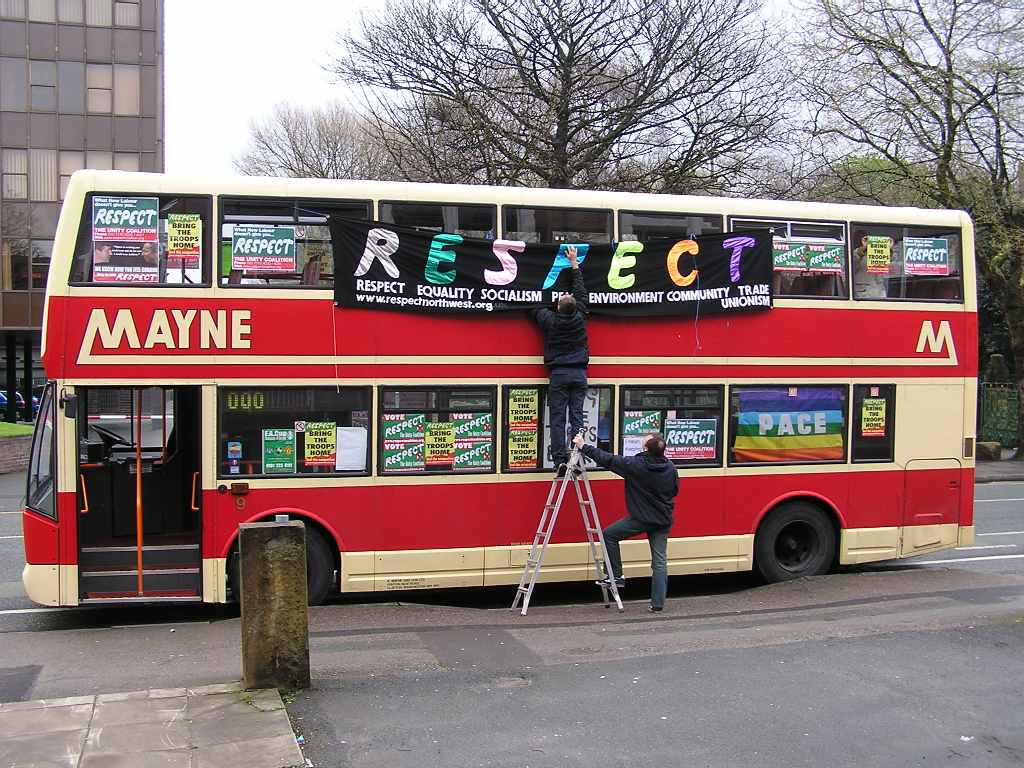
Respect-valarbetare dekorerar en buss i Manchester inför valet 2005.

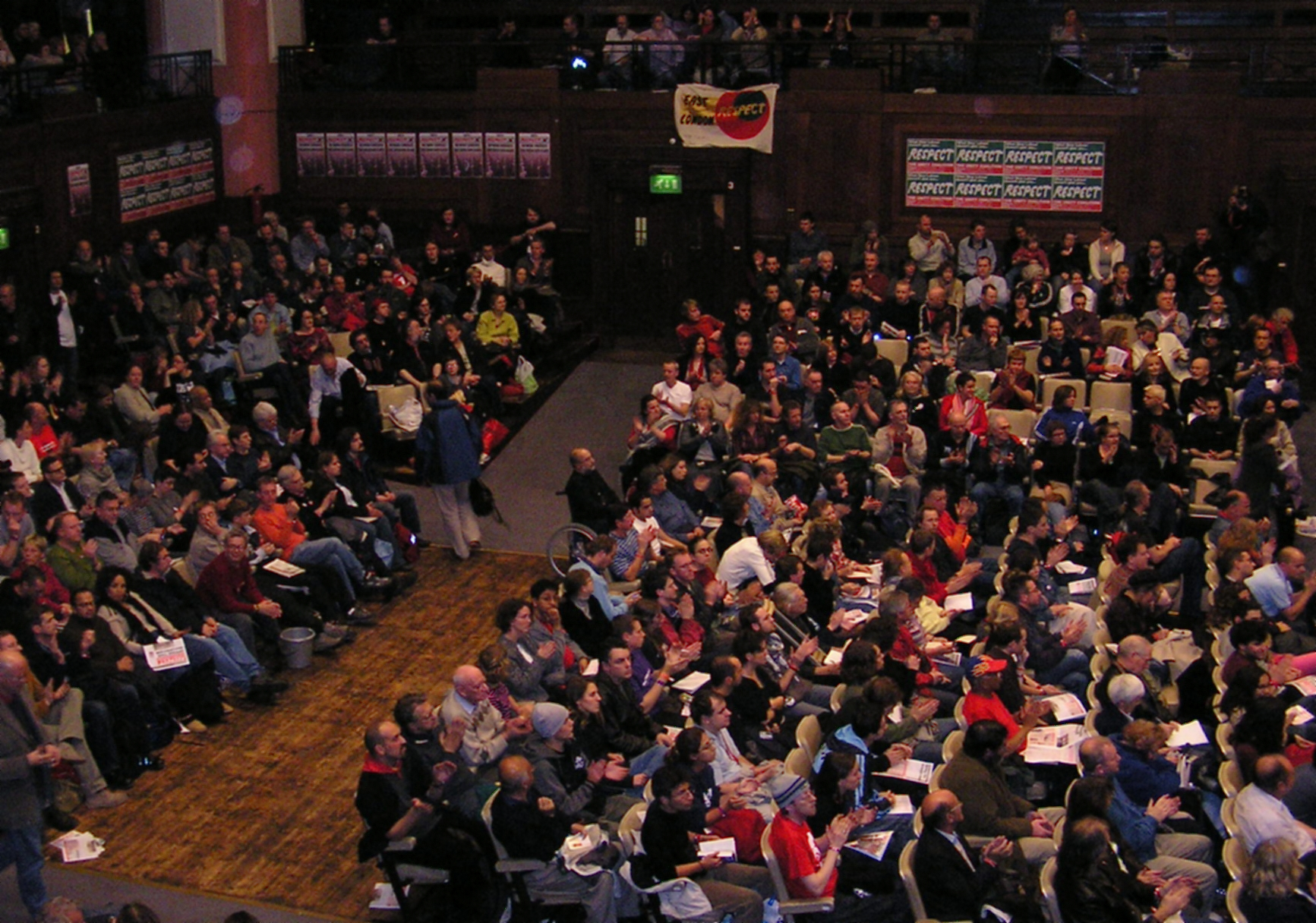
Respect-möte vid ESF 2004.

Respect - The Unity Coalition (engelska: "Respekt - Enhetskoalitionen") var ett politiskt parti i England och Wales, grundat 2004, som verkade för ett socialistiskt samhälle. Namnet står för Respect, Equality, Socialism, Peace, Environmentalism, Community och Trade unionism, men det brukar kallas bara Respect eller Respect Party.
I det allmänna valet 2005 invaldes partiets George Galloway, skotsk före detta Labour-parlamentariker, som ledamot i det brittiska parlamentet för en valkrets i London. Galloway förlorade sin parlamentsplats i 2010 års val. Vid parlamentsvalet i Storbritannien 2015 fick partiet 9,989 röster i hela riket.
Partiet var inte aktivt i Skottland eller Nordirland, därför att det delade mål med Scottish Socialist Party och stödde ett enat Irland.